# Café Quijano
Café Quijano (Кафе́ Киха́но) — испанская альтернативная рок-группа. В составе три брата по фамилии Кихано.
Отец братьев Мануэля, Оскара и Рауля Кихано — профессиональный певец. В 1997 году братья решили последовать его примеру и записали демонстрационную запись, а также организовали своё выступление в леонском Teatro Emperador. Вскоре группа подписала контракт с лейблом Warner. Первый альбом, который назывался тоже Café Quijano, у них вышел в 1998 году. Потом группа отправилась в концертное турне по Испании.
По-настоящему группа окрепла и заявила о себе со вторым альбомом La Extraordinaria Paradoja del Sonido Quijano (1999). В этой экспериментальной работе братья смешали рок с латинскими ритмами (такими как румба, гуарача, сон, мамбо). Альбом впервые в истории группы стал платиновым по продажам.